# Josef Roos

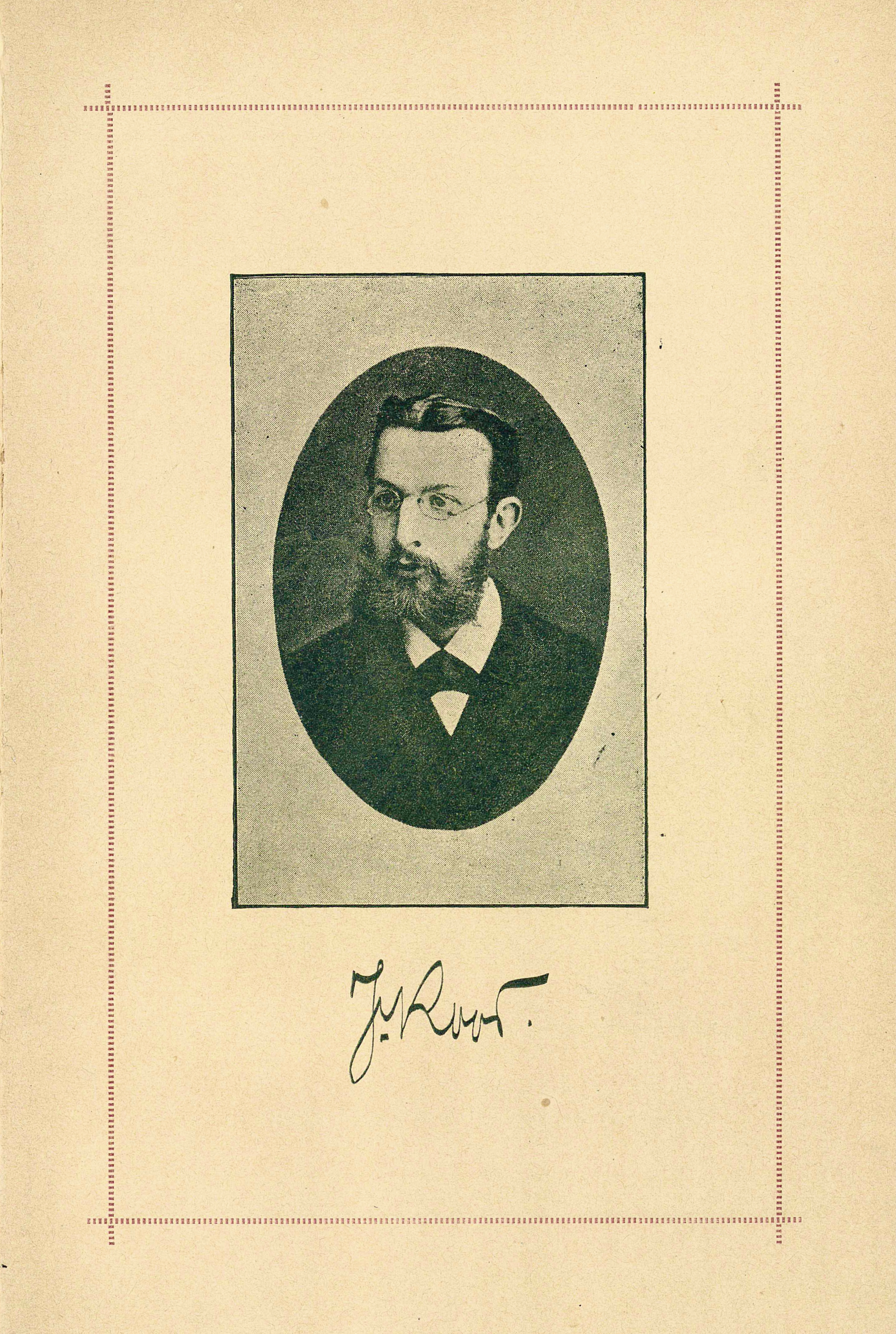
Josef Roos (um 1885)

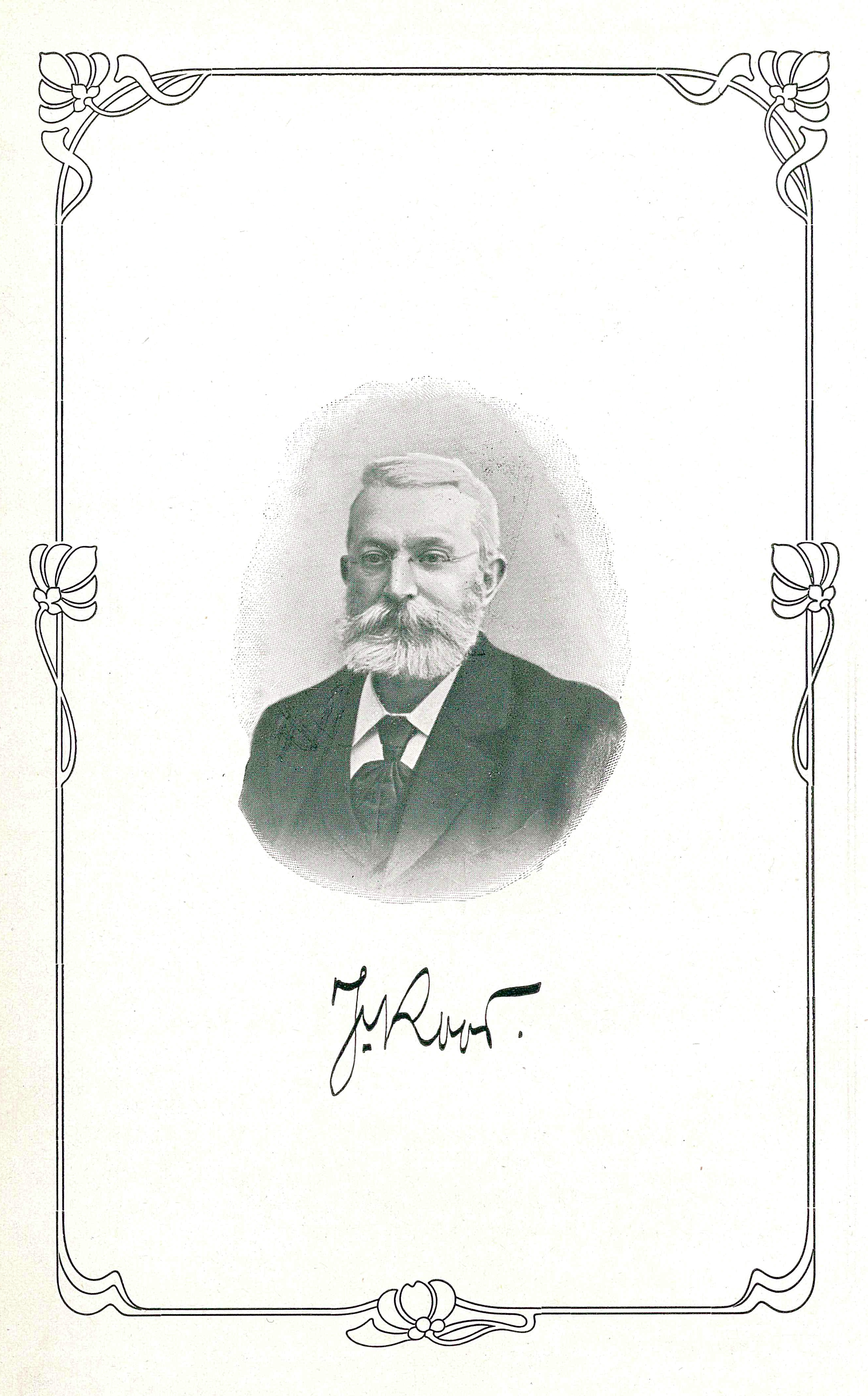
Josef Roos (um 1905)

Josef Roos (* 17. Oktober 1851 in Honau; † 29. März 1909 in Gisikon) war ein Schweizer Lehrer sowie Angestellter verschiedener Eisenbahngesellschaften, der als einer «der hervorragendsten Mundartdichter» des Kantons Luzern bekannt wurde.

## Leben
Roos’ früh verstorbener Vater war Metzger, die Mutter Hilfsköchin, der Stiefvater Taglöhner. Dennoch konnte der junge Josef das Lehrerseminar in Hitzkirch besuchen. 1871 wurde er zum Lehrer patentiert und wirkte zuerst kurz in Meierskappel, ab 1872 an der Taubstummenanstalt in Hohenrain, der er 1873/1874 als Direktor vorstand. 1874 ging er nach Luzern, wo er zuerst als Büroangestellter bei der Gotthardbahn, dann bei der Entlebuchbahn arbeitete. Anlässlich der Krise von 1877 wurde er entlassen und kehrte in der Folge zum Lehrerberuf zurück, erst in Vitznau und dann in Luzern. 1879 wechselte er erneut zur Eisenbahn, indem er die Stelle des Sekretärs eines Bahningenieurs und 1880 in Bern diejenige eines Sekretärs der Schweizerischen Centralbahn antrat. Das ständig wechselnde Berufsleben veranlasste seine Mutter, ihn als Glünggi («Nichtsnutz») zu bezeichnen.
1886 wurde Roos von einem Rückenmarkleiden befallen, das ihn bis an sein Lebensende an den Rollstuhl band, gepflegt von seiner inzwischen erneut verwitweten Mutter. In dieser Zeit wurde er, vermutlich angespornt von Otto Sutermeister, dem Herausgeber der bahnbrechenden Reihe Schwizer-Dütsch, zum Mundartschriftsteller. Von 1890 bis 1902 betreute er offenbar den Luzerner Hauskalender (im Volksmund Meyer-Brattig genannt) als Redaktor und schien auch die meisten Texte selbst geschrieben zu haben. In den späteren Jahren nahm er eine junge blinde Frau zu sich, mit der zusammen er «rührende Geschichten» dichtete. Die finanziell stets karge Situation wurde 1894 durch eine Spendenaktion des Verlegers des Luzerner Tagblatts und gegen das Lebensende durch Mittel der Schweizerischen Schillerstiftung etwas gemildert.

## Schaffen
Roos war um 1900 einer der führenden Vertreter der Schweizer Mundartliteratur. Die meisten seiner Gedichte und Prosastücke erschienen zuerst in Kalendern und Zeitschriften, besonders im Meyer-Brattig und im liberalen Luzerner Tagblatt; Letzteres widmete ihm 1894 eine ganze Beilage. Diese und weitere Schaffungen veröffentlichte Roos erstmals 1891 in einem Sammelband unter dem Namen No Fyrobigs. Puretütschi Gschichtli, Gedichtli, Rym und Ränk, welcher innert sechs Wochen vergriffen war. Bis 1908 folgten acht weitere, immer wieder ergänzte Auflagen, 1935 postum ein photomechanischer Nachdruck der letzten Ausgabe. Gelegentlich verfasste er unter dem Pseudonym Sunnsyte-Kathry („Sonnenseiten-Katharina“) auch Briefe für das Schweizerische Haushaltungsblatt.
Roos schrieb humoristische Erzählungen «im Licht der Dorfpinte», die teilweise aktuelle Stoffe behandelten, und verfasste pointierte Sprüch (Aphorismen) und Ränk (Anekdoten). Unter dem Einfluss von Otto von Greyerz und Renward Brandstetter orientierte sich Roos zunehmend an einem «reineren» Luzerndeutsch: Von Revision zu Revision seiner Sammlung No Fyrobigs wurde sein Luzerndeutsch archaischer, nie aber «klinisch rein». Sie ist reich an bäuerlichem und handwerklichem Wortschatz, und schon zeitgenössische Rezensenten bemerkten, dass ihnen viele Wörter unbekannt waren – was durchaus als Lob gemeint war.
Der Freiburger Germanist Walter Haas würdigte Roos wie folgt:

«Zweifellos aber verdankte No Fyrobigs seinen Erfolg nicht bloss der günstigen Zeit, sondern ebensosehr seinen literarischen Qualitäten. Die Geschichten Roos’ sind von einer Frische und einem trockenen Witz, der die wahre Volksdichtung auszeichnet. […] Sich selbst übertrifft Roos aber in den Sprüchen – sein Talent, Lebensweisheiten in allerkürzeste, träfe Form zu verdichten, ist unerreicht. Wenn man weiss, dass Roos fast sein gesamtes Werk als kranker Mann, an den Lehnstuhl gefesselt und oft durch Tage und Nächte von Schmerzen gepeinigt, sich abrang – dann kann man nur mit Ehrfurcht von diesem Werk als einem Zeugnis wirklichen Heldentums sprechen. […] Allgegenwärtig sind Humor, Witz und fröhliche Unbekümmerheit. Kein Wunder, dass ein Werk von solch ausgeprägter Eigenständigkeit die luzerndeutsche Literatur über ein Jahrzehnt prägte; ja, diese Literatur schien nur noch aus Josef Roos zu bestehen.»

Roos, mit dessen Schaffen die «Klassik» der luzerndeutschen Literatur einsetzte, wie Haas sich ausdrückt, fand in seinem Todesjahr 1909 einen ebenso bedeutenden Nachfolger: Theodor Bucher, besser bekannt unter dem Namen Zyböri.

## Werke (Auswahl)
- Stimmungen. Poetische Versuche. Luzern 1885.
- No Fyrobigs. Puretütschi Gschichtli, Gedichtli, Rym und Ränk [in frühen Auflagen Buredütschi G’schichtli geschrieben]. Luzern 1891, 1892 (zwei Auflagen), 1894, 1897, 1901, Bern 1906, 1908; photomechanischer Nachdruck der achten Auflage: Luzern 1935, 1936.
  - Deheim im Habsburgeramt. Puuretüütschi Gschichtli, Gedichtli, Rym und Ränk. Auswahl und Nachwort von Walter Haas. Mit Illustrationen von Paul Nussbaumer (= Luzerner Poeten. Band 7). Hitzkirch 1985.
- (zusammen mit Margaretha Weiss:) Fränzeli und Geheilter Aberglaube, in: Bergkristalle, Serie II, Band 1, Biel 1903; Das Fronfastenkind, 1904.